# Viking Malt A/S
Viking Malt A/S (før 2016 Danish Malting Group A/S) er Danmarks største malteri-firma og det blev etableret i 1996. Selskabet var ejet af Carlsberg, men det blev i 2016 solgt til finske Viking Malt. Virksomheden har sin produktion i Ørslev nær Vordingborg, hvor det årligt kan forarbejde 115.000 ton byg.